# Česká Čermná
Pour les articles homonymes, voir Čermná.
Česká Čermná (en allemand : Böhmisch Tscherma) est une commune du district de Náchod, dans la région de Hradec Králové, en Tchéquie. Sa population s'élevait à 504 habitants en 2022.

## Géographie
Česká Čermná se trouve à 5 km à l'est-sud-est de Náchod, à 36 km au nord-est de Hradec Králové et à 123 km à l'est-nord-est de Prague.
La commune est limitée par la Pologne au nord et au nord-est, par Borová à l'est, par Nový Hrádek et Jestřebí au sud, et par Náchod à l'ouest.

## Histoire
La première mention écrite de la localité date de 1448.

## Galerie

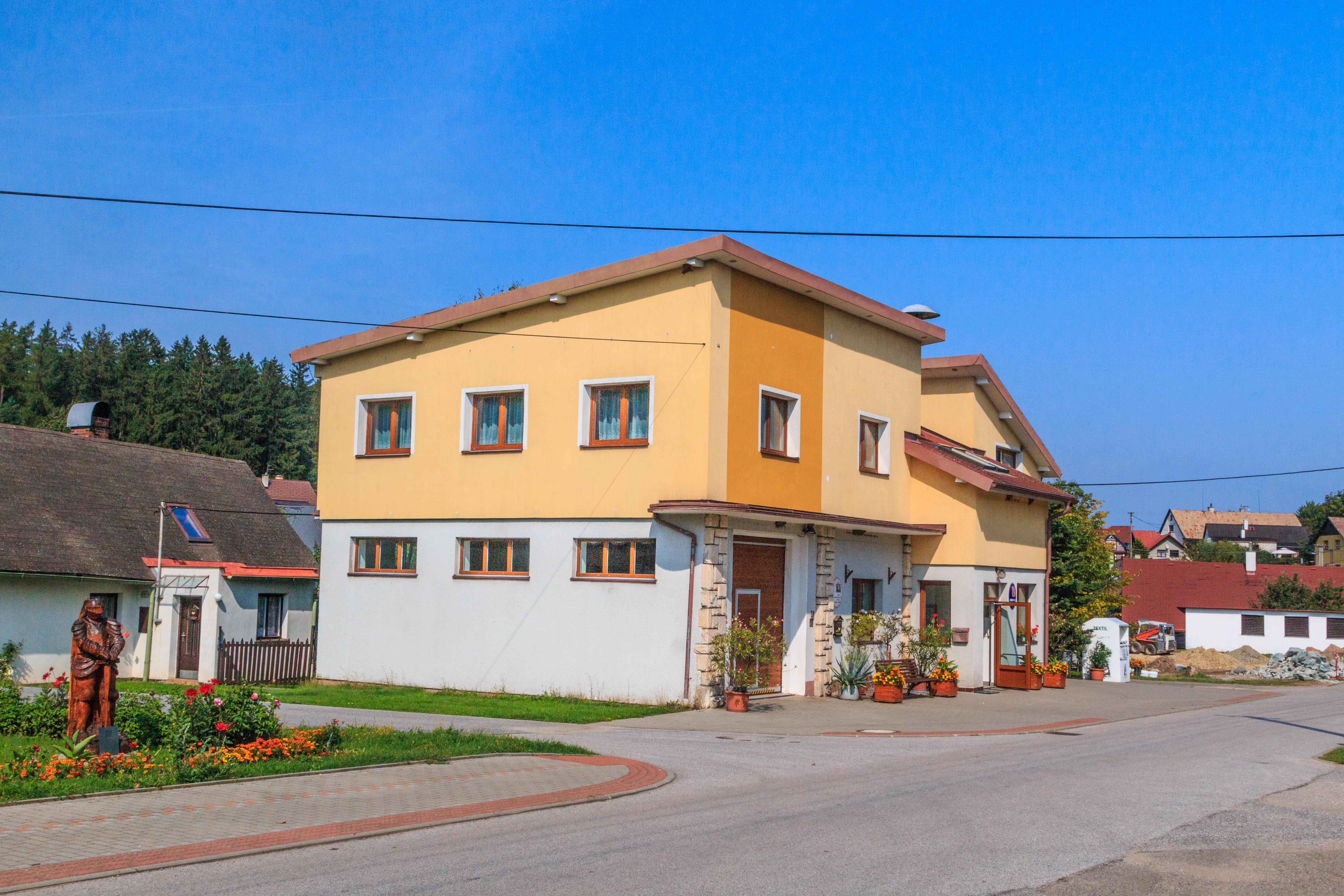
Česká Čermná : la mairie.
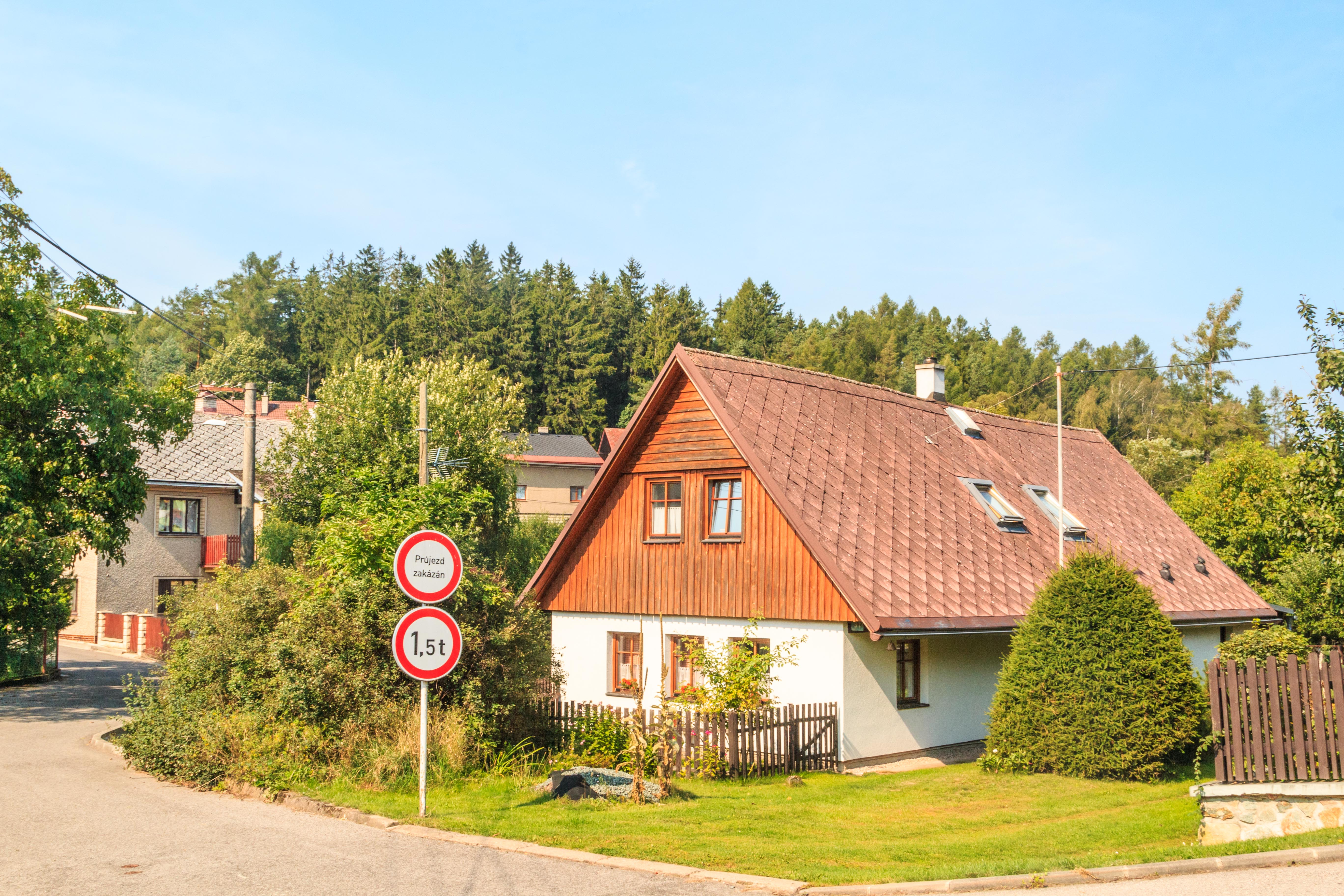
Maison à Česká Čermná.

## Transports
Par la route, Česká Čermná se trouve à 9 km de Náchod, à 49 km de Hradec Králové et à 169 km de Prague. 